# Bertrand Monthubert
Bertrand Monthubert, né le 1er août 1970 à Châtellerault, est un mathématicien et homme politique français. Ancien président de l'université Toulouse III-Paul-Sabatier, professeur des universités, son domaine de recherche est la géométrie non commutative. Il est porteur du projet "Construire une Université Aspie-Friendly". 

## Biographie

### Activités universitaires
Bertrand Monthubert est ancien élève de l’École normale supérieure. Après un séjour à l'université de Pennsylvanie, il soutint son doctorat à l'université Paris 7. Nommé Maître de Conférences à l'université Toulouse-III-Paul-Sabatier en 1998, il y soutint son habilitation à diriger des recherches en 2005. Il est ensuite nommé Professeur en 2007.  
Il effectue sa recherche à l'Institut de mathématiques de Toulouse et enseigne à l'IUT de Tarbes. Ses travaux concernent la théorie de l'indice sur les variétés singulières, où il développe les outils de géométrie non-commutative pour étendre aux variétés à coins les résultats fondateurs d'Alain Connes en théorie de l'indice.  

### Activités militantes et politiques
En 2003 Bertrand Monthubert fut le créateur, avec notamment Alain Trautmann, du site web de ce qui est devenu le mouvement « Sauvons la recherche ». Ce mouvement protestait contre la baisse du budget de la recherche et les suppressions de postes dans les organismes de recherche. Il conduisit à la démission de plusieurs milliers de directeurs de laboratoires et de chefs d'équipe. Le gouvernement revint pour partie sur ses décisions, et créa notamment 3 000 emplois dans les universités. Le mouvement fut à l'origine des Etats Généraux de la recherche, processus de construction participatif qui se conclut par des assises nationales à Grenoble en octobre 2004.  En 2006, Bertrand Monthubert succède à Alain Trautmann à la présidence de l'association. 
En décembre 2008, il a été nommé secrétaire national à l'enseignement supérieur et à la recherche à la direction du Parti socialiste français,. Il démissionne alors de la présidence de Sauvons la recherche.
En août 2011, il rejoint Arnaud Montebourg dans sa campagne pour la primaire citoyenne et s'en explique dans une tribune.

### Responsabilités universitaires
En 2012, candidat à la présidence de l’université Toulouse III-Paul-Sabatier face au président sortant Gilles Fourtanier, il arrive largement en tête et est élu président le 9 mai 2012. 
En décembre 2013, la Ministre de l'Enseignement Supérieur et de la Recherche Geneviève Fioraso lui confie le rôle de Rapporteur Général de la Stratégie Nationale de l'Enseignement Supérieur (STRANES), avec Sophie Béjean en tant que présidente du comité. Le Rapport est remis le 8 septembre 2015 au Président de la République François Hollande. 
Afin de travailler à la mise en place des propositions de la STRANES et à une augmentation du budget consacré à l'enseignement supérieur et à la recherche, Bertrand Monthubert rejoint le Cabinet de Thierry Mandon, Secrétaire d'État à l'enseignement supérieur et à la recherche, en tant que Conseiller Spécial. À la surprise du personnel de l'université, il démissionne de la présidence de l'université fin septembre 2015, à quelques mois de la fin de son mandat.  Celui-ci a été marqué par des difficultés budgétaires qu'il constate dès 2013, en raison d'une surconsommation d'emplois décidés sous le mandat précédent, et d'un volume très élevé du Glissement Vieillesse Technicité qui le conduit à mettre en place un plan de retour à l'équilibre dès 2013. Après son départ le nouveau président Jean-Piere Vinel continue à appliquer des mesures d'austérité à cause de la situation budgétaire de l'université jugée dans un étude par la Cour des comptes "très dégradée, avec des difficultés financières avérées, un risque d'insoutenabilité à court ou moyen terme". La situation budgétaire des universités conduira le gouvernement à décider d'une augmentation de 347 M€ en 2016 et de 852 M€ en 2017.   
En juin 2016, il est nommé à la tête du comité du livre blanc de l'enseignement supérieur et de la recherche par la ministre de l'Éducation nationale de l'Enseignement supérieur et de la Recherche, Najat Vallaud-Belkacem et par le secrétaire d'Etat chargé de l'enseignement supérieur et de la recherche, Thierry Mandon,. Ce Livre Blanc rassemble les stratégies nationales de l'enseignement supérieur, de recherche, des grandes infrastructures de recherche et de culture scientifique et technique. Il dresse une programmation budgétaire sur 10 ans qui poursuit les augmentations décidées pour les budgets 2016 et 2017, pour porter l'augmentation annuelle à 1 milliard d'euros. Il est rendu public le 31 janvier 2017. 
En parallèle, Bertrand Monthubert est nommé Président du Conseil d'Administration de l'agence Campus France en juillet 2016. En mars 2020, Alain Fuchs lui succède.

### Responsabilités politiques
Bertrand Monthubert fut député suppléant de Gérard Bapt de juin 2012 à juin 2017, dans la deuxième circonscription de la Haute-Garonne.
En décembre 2015, il est élu Conseiller Régional de la nouvelle Région Languedoc-Roussillon-Midi-Pyrénées, renommée Région Occitanie, sur la liste de Carole Delga. Il exerce les fonctions de Conseiller Régional délégué à l'enseignement supérieur et à la recherche. 
Il suit également les questions de politique de la donnée. Il préside l'association OPenIG qui offre des services relatifs à l'information géographique à ses adhérents. En janvier 2019 Il devient président de l'association Occitanie Data, qui vise à préfigurer un pôle de la donnée afin de donner de la visibilité aux atouts existants et renforcer l'attractivité de l'Occitanie pour les acteurs du numérique, créer un espace de confiance autour du Big Data et de l'IA et accompagner et accélérer la transformation numérique autour du Big Data et de l'IA.

### Engagement pour l'autisme - le projet "Construire une Université Atypie-Friendly"
Impliqué dans le suivi du 3e plan autisme en ce qui concerne l'enseignement supérieur, Bertrand Monthubert propose en 2017 à des spécialistes de l'autisme et des spécialistes de l'innovation pédagogique de formuler un projet de réseau universitaire dédié à l’amélioration de l'inclusion des étudiants avec autisme sans déficience intellectuelle. Il s'appuie notamment sur le rapport de Josef Schovanec dédié à l'emploi des personnes autistes. En octobre 2017, le projet "Construire une Université Aspie-Friendly" est retenu parmi les 17 lauréats du premier appel à projets "Nouveaux cursus à l'université" du Programme Investissements d'Avenir. Financé par l'Agence Nationale de la Recherche pour une durée de 10 ans, il associe 19 établissements d'enseignement supérieur et de recherche et des partenaires comme la Fondation Fonda'Mental, le CNOUS, des entreprises comme AutiConsult et Microsoft France.
L'objectif du projet est de permettre, à terme, de proposer un parcours individualisé à chaque étudiant avec autisme. Il s'agit, en fonction de ses caractéristiques personnelles, de :
- construire un projet de transition vers l'enseignement supérieur ;
- définir les adaptations pédagogiques nécessaires pour sa réussite ;
- travailler la manière dont il ou elle est accompagnée au-delà du seul cadre pédagogique ;
- préparer l'insertion sociale et professionnelle.

Le projet est coordonné par Bertrand Monthubert et porté par l'Université Fédérale de Toulouse Midi-Pyrénées.

## Distinctions
- 2022  Chevalier de la Légion d'honneur[31]